# Kyohei Kuroki
Kyohei Kuroki (黒木 恭平 Kuroki Kyohei?, Kumamoto, 31 de julio de 1989) es un exfutbolista japonés que jugaba como defensa.

## Trayectoria

### Clubes
| Club                   | País  | Año       |
| ---------------------- | ----- | --------- |
| Sagan Tosu             | Japón | 2011-2012 |
| Ehime FC               | Japón | 2013      |
| Verspah Oita           | Japón | 2014      |
| Renofa Yamaguchi F. C. | Japón | 2015-2016 |
| Oita Trinita           | Japón | 2017      |
| Kagoshima United FC    | Japón | 2018      |
| Kyoto Sanga F. C.      | Japón | 2018-2021 |